# Seagram Building
Il Seagram Building è un grattacielo di New York, situato al 375 di Park Avenue, tra la 52ª e la 53ª Strada, nella Midtown Manhattan. Fu progettato dall'architetto tedesco Ludwig Mies van der Rohe in collaborazione con l'americano Philip Johnson e completato nel 1958. È alto 156,9 metri e ha 38 piani. Rappresenta uno dei massimi esempi di estetica del Funzionalismo e uno dei principali manifesti del Movimento Moderno. Fu progettato come quartier generale delle distillerie canadesi Joseph E. Seagram's & Sons, grazie alla preveggenza di Phyllis Lambert, la figlia di Samuel Bronfman, direttore generale di Seagram.

## Architettura
L'interno del fabbricato venne progettato per creare una sensazione di continuità con la struttura a vista delle finiture esterne in vetro e bronzo.
Ma il Seagram building stesso ebbe un'enorme influenza sull'architettura americana e sul Movimento Moderno nel suo complesso. Una delle caratteristiche principali dello stile è la struttura all'esterno del fabbricato: gli elementi strutturali, secondo il pensiero di Ludwig Mies van der Rohe, dovevano essere visibili. Il Seagram Building, come la maggior parte degli edifici del tempo, era costituito da una struttura a scheletro in acciaio portante, a cui erano appesi i pannelli in vetro a chiusura esterna (il cosiddetto sistema "curtain wall").
La visibilità della struttura a scheletro però si scontrava con le norme americane, che richiedevano che le strutture in acciaio fossero ricoperte di materiale antincendio, (vista la bassa resistenza dell'acciaio alle alte temperature) di solito calcestruzzo. Così Mies van der Rohe decise di usare travi non strutturali in bronzo, che, correndo verticalmente sulla facciata dell'edificio, rivestissero e delineassero esternamente la struttura in acciaio, fungendo da divisori delle larghe finestre in vetro fumé.
Il metodo, che richiese un guscio interno di calcestruzzo rinforzato a supporto della più larga parte non strutturale dell'edificio, divenne comune nella costruzione dei grattacieli. La costruzione richiese la fornitura di 1,451 milioni di kg di bronzo. Ad esso furono aggiunti i preziosi materiali usati per i rivestimenti interni, che inclusero, tra altro, oltre allo stesso bronzo, travertino e marmo.
Particolare è inoltre la modellazione delle imposte di chiusura delle finestre. Mies, estremizzando i canoni dell'International Style, desiderava che la visione prospettica della facciata fosse sempre il più possibile omogenea ed uniforme. Per questo progettò delle tapparelle con posizioni di chiusura ed apertura ridotte. Le chiusure delle finestre potevano avere solo tre collocazioni: completamente aperte, aperte per metà, completamente chiuse.
Nel 1958 Ludwig Mies van der Rohe commissionò a Rothko di dipingere una serie di murales per il ristorante Four Seasons al piano terra del grattacielo, un progetto su cui il pittore lavorò per più di un anno. Una volta ultimato, Rothko non fu felice di vedere le sue pitture come sfondo ad una sala da pranzo, quindi ne consegnò nove di quelle marroni e nere alla Tate Gallery, dove si trova tuttora un'installazione permanente progettata dallo stesso Rothko.